# Villa Fontanelle
Villa Fontanelle è una villa (a volte chiamata Palazzo Fontanelle) situata a Moltrasio, sul lago di Como. 

## Storia
L'edificio di quattro piani dipinto di giallo fu costruito nella prima metà del XIX secolo in stile neoclassico dall'eccentrico Lord Charles Currie, un aristocratico inglese in visita che si innamorò del lago di Como. Non riuscendo a trovare una villa in vendita, decise di crearne una propria, proprio in riva al Lario. In seguito fu di proprietà di Antonio Besana, un amico del compositore Giuseppe Verdi.
Nel 1977, quando fu acquistata dallo stilista italiano Gianni Versace, era in uno stato di abbandono: il nuovo proprietario iniziò a riportarla alla sua gloria neoclassica. Il lavoro, completato nel dicembre 1980, includeva l'abbellimento dei tre acri (1,2 Ha) di giardini ornamentali, che comprendono tre cottage, un campo da tennis, una facciata verso il lago di circa 800 metri e un ormeggio privato.
Versace ha scelto personalmente centinaia di dipinti ad olio e con altre opere d'arte esposte all'interno e all'esterno, ha creato un mini-palazzo che era un santuario personale. Prima della morte di Versace, celebrità come Sir Elton John, Sting, Prince, Diana Spencer e Madonna, erano ospiti regolari della struttura. Lo storico dell'arte e giardiniere inglese Roy Strong ha creato i giardini della villa per Versace. Strong ha anche lavorato sul terreno della casa di Versace a Miami, la Casa Casuarina.
Dopo l'assassinio di Gianni Versace, l'urna contenente le ceneri dello stesso stilista vennero originariamente deposte in una tomba situata nel giardino della villa.
Dalla morte di Versace nel 1997, tuttavia, solo la cantante americana Jennifer Lopez e suo marito Chris Judd erano noti per aver visitato la villa, avendo trascorso la loro luna di miele lì nel 2001. Altrimenti la proprietà rimase perlopiù del tutto inabitata.
All’inizio del 2008 la proprietà è passata nelle mani del ristoratore milionario russo Arkady Novikov, che l'ha acquistata per 33 milioni di euro e ha incaricato l'architetto milanese Claudio Pozza di intraprenderne i lavori di restauro.

## Galleria d'immagini

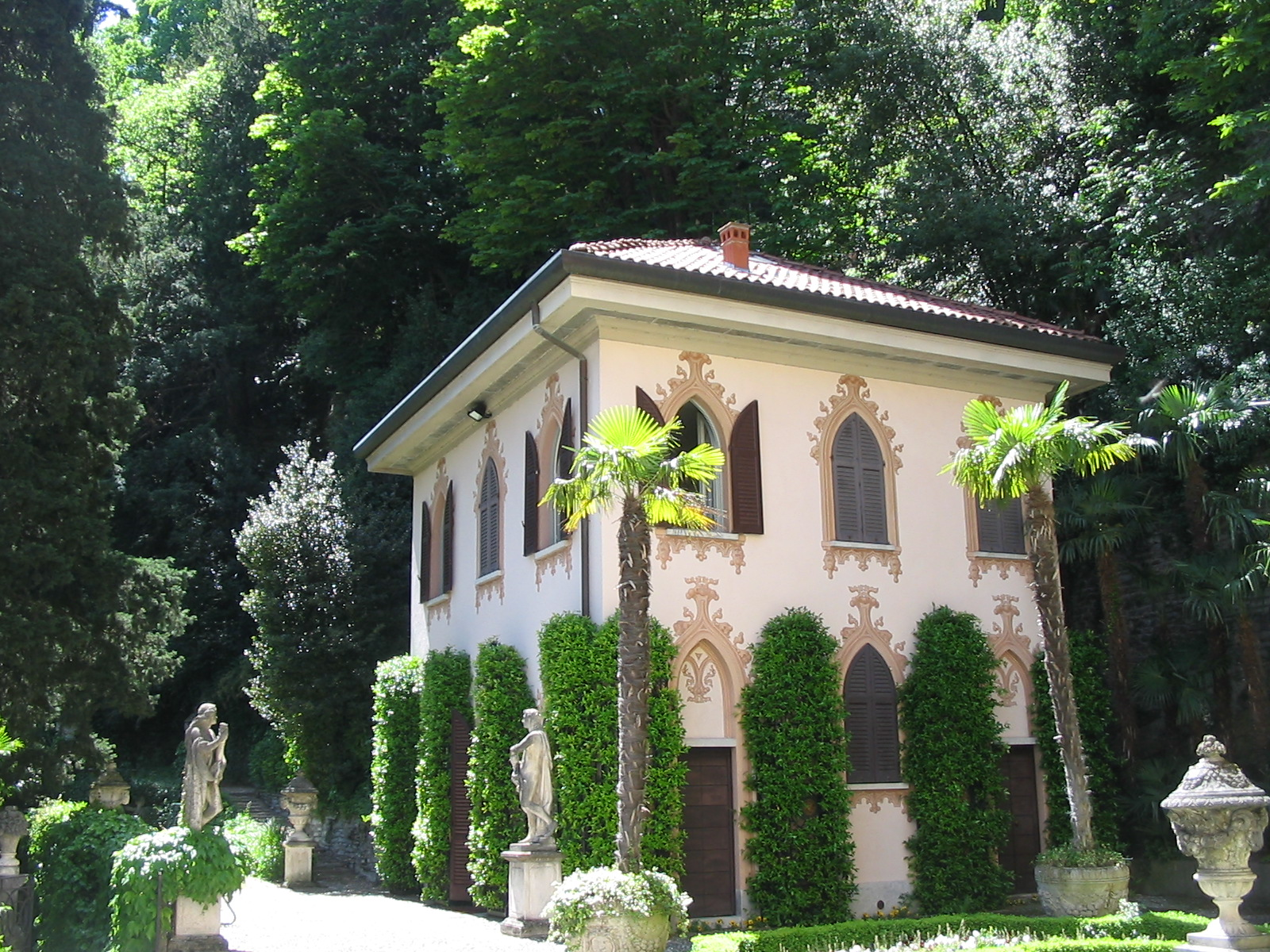
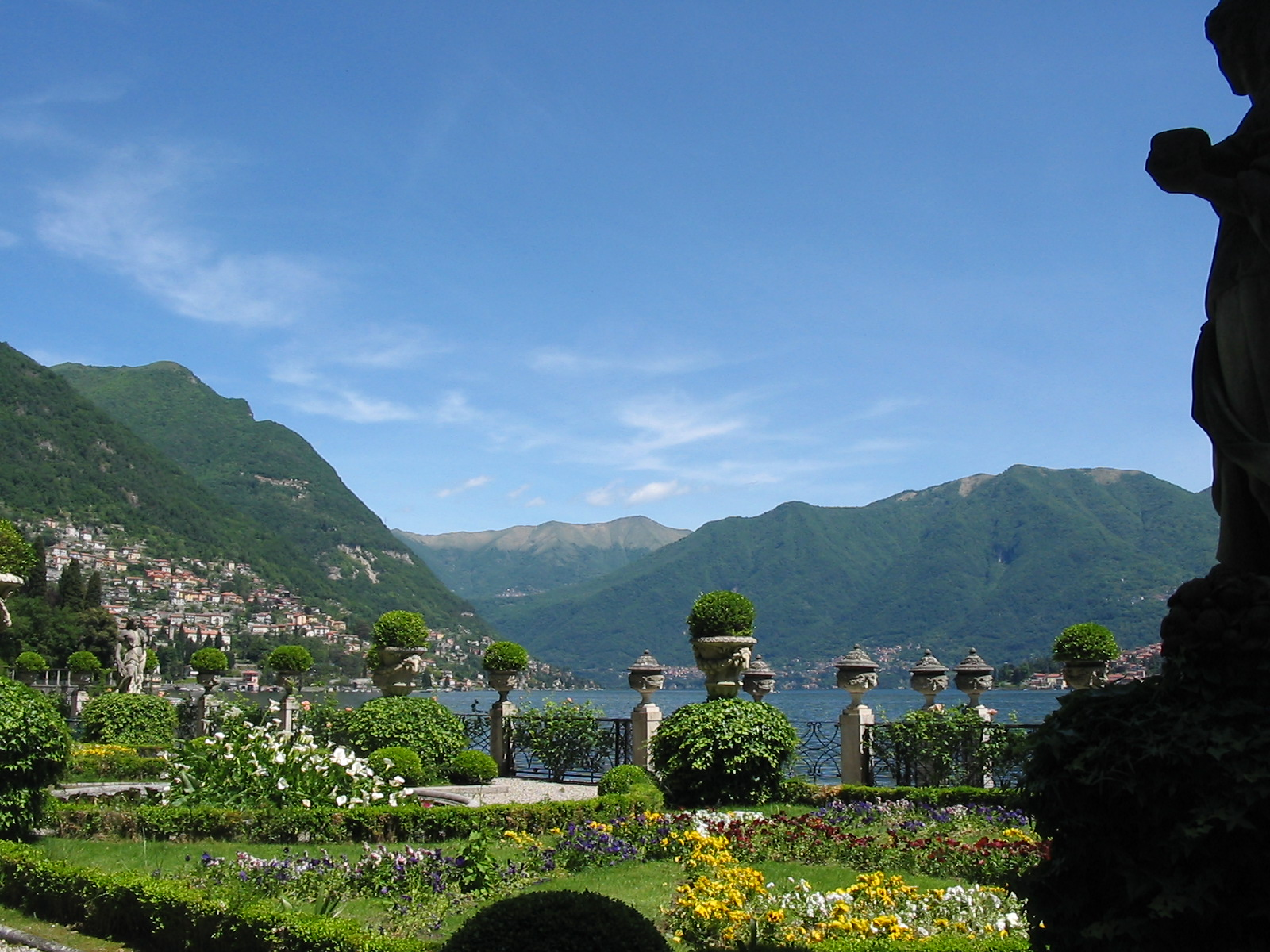
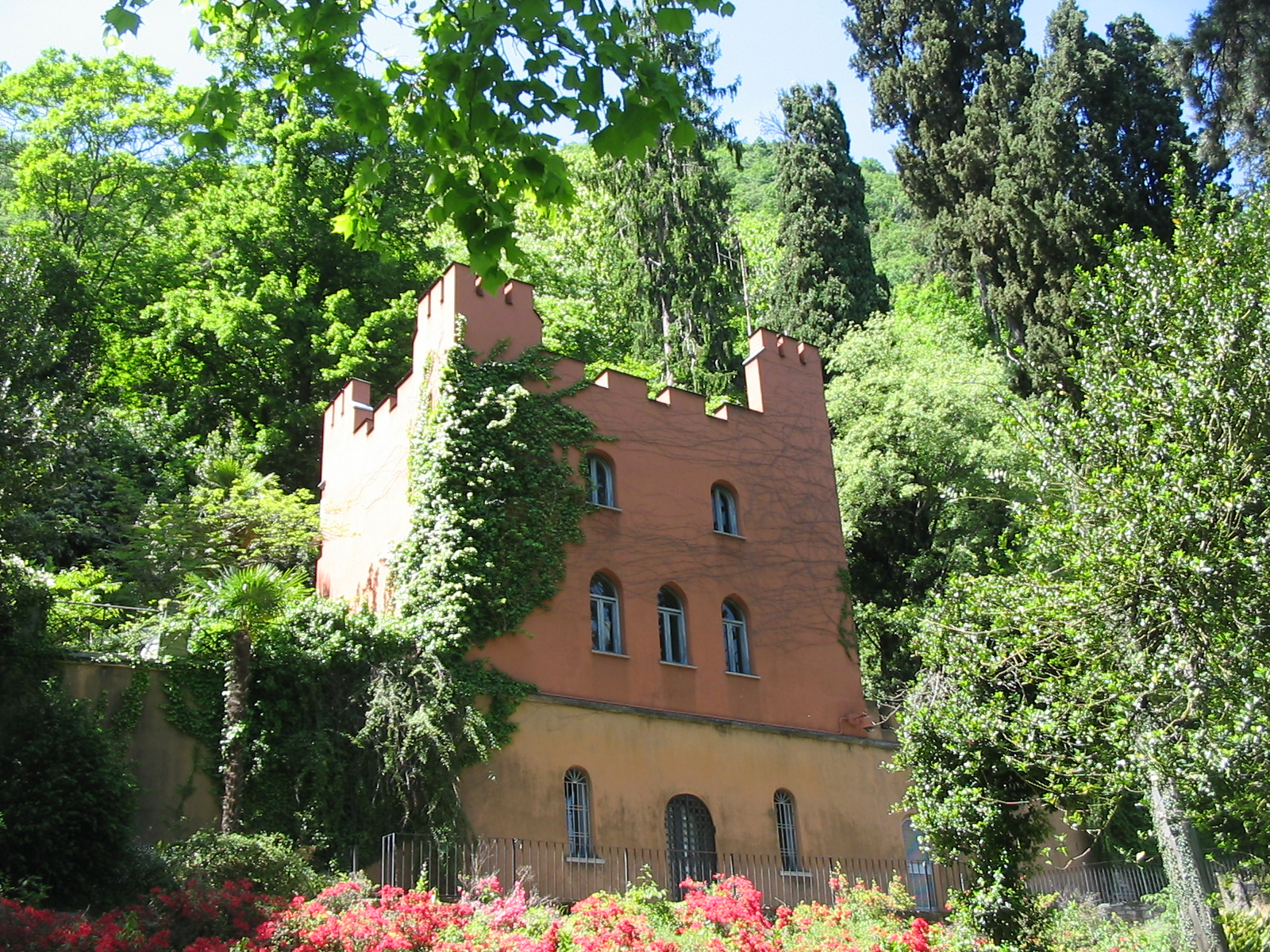